# Ỹ
Cette page contient des caractères spéciaux ou non latins. S’ils s’affichent mal (▯, ?, etc.), consultez la page d’aide Unicode.
Ỹ (minuscule : ỹ), appelé Y tilde, est un graphème utilisé dans l’écriture de l’apalai, de l’apinajé, du bassari, du gbande, du guarani, du kaingang, du karitiana, du longto, du mocoví, du ngambay, du timbira, du toba, du vietnamien et du wamey. Il s'agit de la lettre Y diacritée d'un tilde.

## Utilisation
En apinajé, ‹ ỹ › indique la voyelle fermée centrale non arrondie voyelle nasale /ɨ̃/.
En bassari au Sénégal, le Y tilde ‹ ỹ › représente la consonne spirante palatale voisée nasalisée /j̃/.
En vietnamien, le tilde indique un ton montant glottalisé et la lettre Y représente une voyelle fermée postérieure arrondie /i/.
En toba, le Y tilde ‹ ỹ › représente la semi-consonne palatale /j/, le Y ‹ y › représentant la consonne fricative palatale voisée /ʝ/.
En guarani, ‹ ỹ › indique la voyelle fermée centrale non arrondie voyelle nasale /ɨ̃/.
En karitiana, écrit avec l’orthographie de Landin, le y tilde ‹ ỹ › est utilisé pour transcrire une voyelle fermée centrale non arrondie nasalisée /ĩ/.

## Représentations informatiques
Le Y tilde peut être représenté avec les caractères Unicode suivants
- précomposé (latin étendu additionnel) :

| formes    | représentations | chaînes de caractères | points de code | descriptions                    |
| --------- | --------------- | --------------------- | -------------- | ------------------------------- |
| capitale  | Ỹ               | Ỹ                     | U+1EF8         | lettre majuscule latine y tilde |
| minuscule | ỹ               | ỹ                     | U+1EF9         | lettre minuscule latine y tilde |

- décomposé (latin de base, diacritiques) :

| formes    | représentations | chaînes de caractères | points de code | descriptions                                |
| --------- | --------------- | --------------------- | -------------- | ------------------------------------------- |
| capitale  | Ỹ               | Y◌̃                    | U+0059 U+0303  | lettre majuscule latine y diacritique tilde |
| minuscule | ỹ               | y◌̃                    | U+0079 U+0303  | lettre minuscule latine y diacritique tilde |